# Bryocamptus calvus
Bryocamptus calvus är en kräftdjursart som först beskrevs av Brehm 1927.  Bryocamptus calvus ingår i släktet Bryocamptus och familjen Canthocamptidae. Inga underarter finns listade i Catalogue of Life.